# St. Bonifatius (Hessisch Oldendorf)

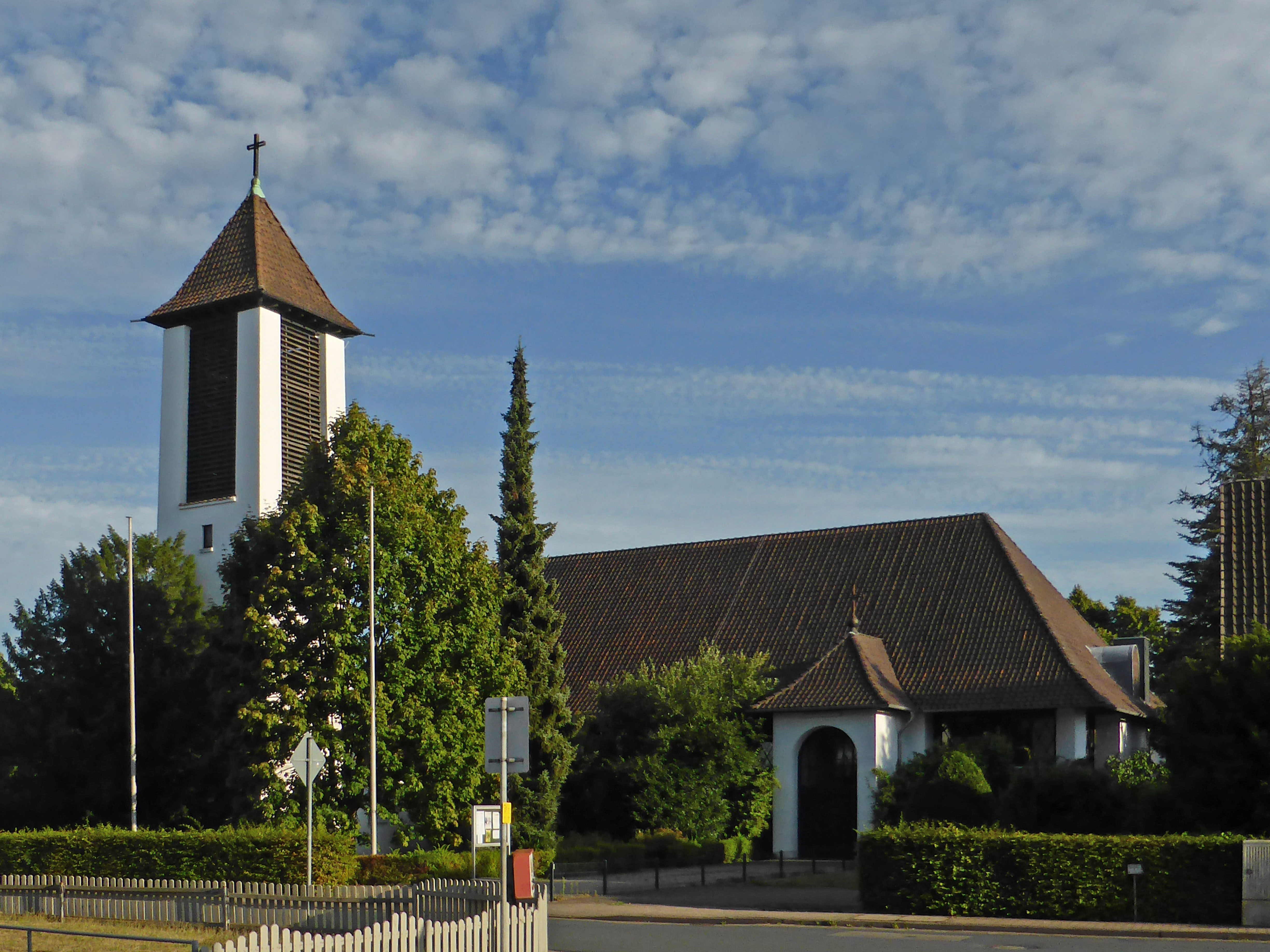
St.-Bonifatius-Kirche

Die Kirche Sankt Bonifatius ist die römisch-katholische Kirche in Hessisch Oldendorf, einer Stadt im Landkreis Hameln-Pyrmont in Niedersachsen. Das nach dem heiligen Bonifatius benannte Gotteshaus ist eine Filialkirche der Pfarrei St. Sturmius in Rinteln, im Dekanat Weserbergland des Bistums Hildesheim. Die Kirche ist als Baudenkmal mit der ID Nr. 45258734 ausgewiesen.

## Historischer Hintergrund
Per Dekret von Graf Otto IV. wurde 1559 in der Grafschaft Schaumburg die Reformation eingeführt. Infolgedessen wurden die Einwohner und die Kirche von Oldendorf, wie Hessisch Oldendorf bis 1905 hieß, protestantisch. Durch die Zirkumskriptionsbulle Provida solersque 1821 erfolgte eine Neuumschreibung der katholischen Diözesen in Deutschland nach dem Wiener Kongress, wodurch Oldendorf zum Bistum Fulda kam. Mit dem Preußenkonkordat von 1929 und die Päpstliche Bulle Pastoralis officii nostri vom Bistum Fulda wechselte Hessisch Oldendorf 1930 zum Bistum Hildesheim.
In Hessisch Oldendorf wurde 1944 eine katholische Gemeinde gegründet, da katholische Ausgebombte aus dem Ruhrgebiet in Hessisch Oldendorf untergekommen waren.
Im Zuge der Flucht und Vertreibung Deutscher aus Mittel- und Osteuropa 1945–1950 ließen sich ab 1946 auch in Hessisch Oldendorf katholische Heimatvertriebene nieder, die überwiegend aus Oberschlesien kamen.
Die Gemeinde bekam 1947 einen eigenen Priester, Max Czerwensky (1911–2004), der selbst Heimatvertriebener aus Gleiwitz und bis 1983 in Hessisch Oldendorf tätig war.

## Geschichte
Die St.-Bonifatius-Kirche wurde 1950 erbaut, nachdem der Kirchengemeinde das Baugrundstück geschenkt worden war. Am 11. April 1950 erfolgte der erste Spatenstich und am 21. April 1950 die Grundsteinlegung durch Dechant Hövelmann. Am 10. Mai 1950 wurde das Richtfest gefeiert. Kirchweihe war am 27. August 1950 durch Bischof Joseph Godehard Machens. Auch ein Jugendheim wurde in diesem Jahr erbaut, der Bau des Pfarrhauses folgte 1952.

### Filialkirchen
Die Kirchengemeinde Hessisch Oldendorf bekam 1961 mit der Kirche Maria Königin des Friedens in Fischbeck erstmals eine Filialkirche und wurde 1964 zur Pfarrei erhoben. Von 1965 an wurde in Hessisch Oldendorf jahrzehntelang der katholische Karneval Boni-Max gefeiert. Die Bezeichnung Boni-Max setzt sich aus den Anfangsbuchstaben des Schutzpatrons der Kirche, dem heiligen Bonifatius, und dem Vornamen ihres ersten Pfarrers, Max Czerwensky, zusammen.
Die Pfarrei Hessisch Oldendorf bekam 1974 mit der Kirche St. Hedwig in Großenwieden eine weitere Filialkirche, ebenso wurde 1996 die Kirche St. Maria mit ihrer Vikarie in Hemeringen, die bis dahin zu einer Pfarrei in Hameln gehörte, der Pfarrei angeschlossen.

### Profanierungen und Fusionen
Im Oktober 2008 wurde die Filialkirche Maria Königin des Friedens in Fischbeck profaniert, in der im Folgejahr ein Kindergarten eröffnet wurde.
Zum 1. September 2012 wurde die Pfarrgemeinde St. Bonifatius, Hessisch Oldendorf aufgelöst und der Pfarrgemeinde St. Sturmius in Rinteln angeschlossen, zu der sie bis heute gehört.
Am 1. September 2012 wurden auch die Dekanate Hameln-Holzminden, zu der die St.-Bonifatius-Kirche gehörte, und Bückeburg zum heutigen Dekanat Weserbergland vereinigt.
Am 12. Februar 2021 wurde die ehemalige Filialkirche St. Hedwig in Großenwieden profaniert und im folgenden Jahr abgerissen.

## Architektur und Ausstattung

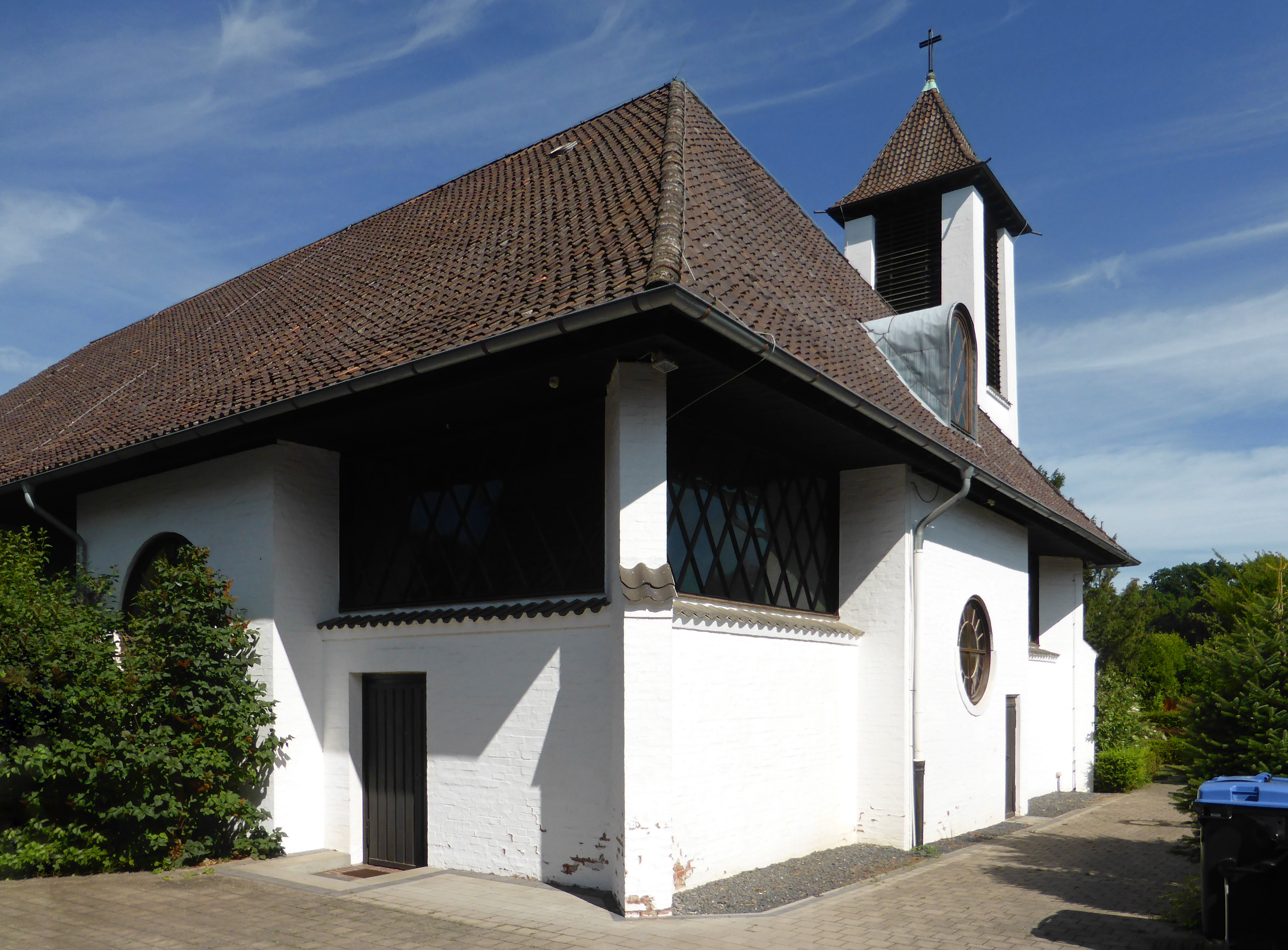
Kirche von Südosten

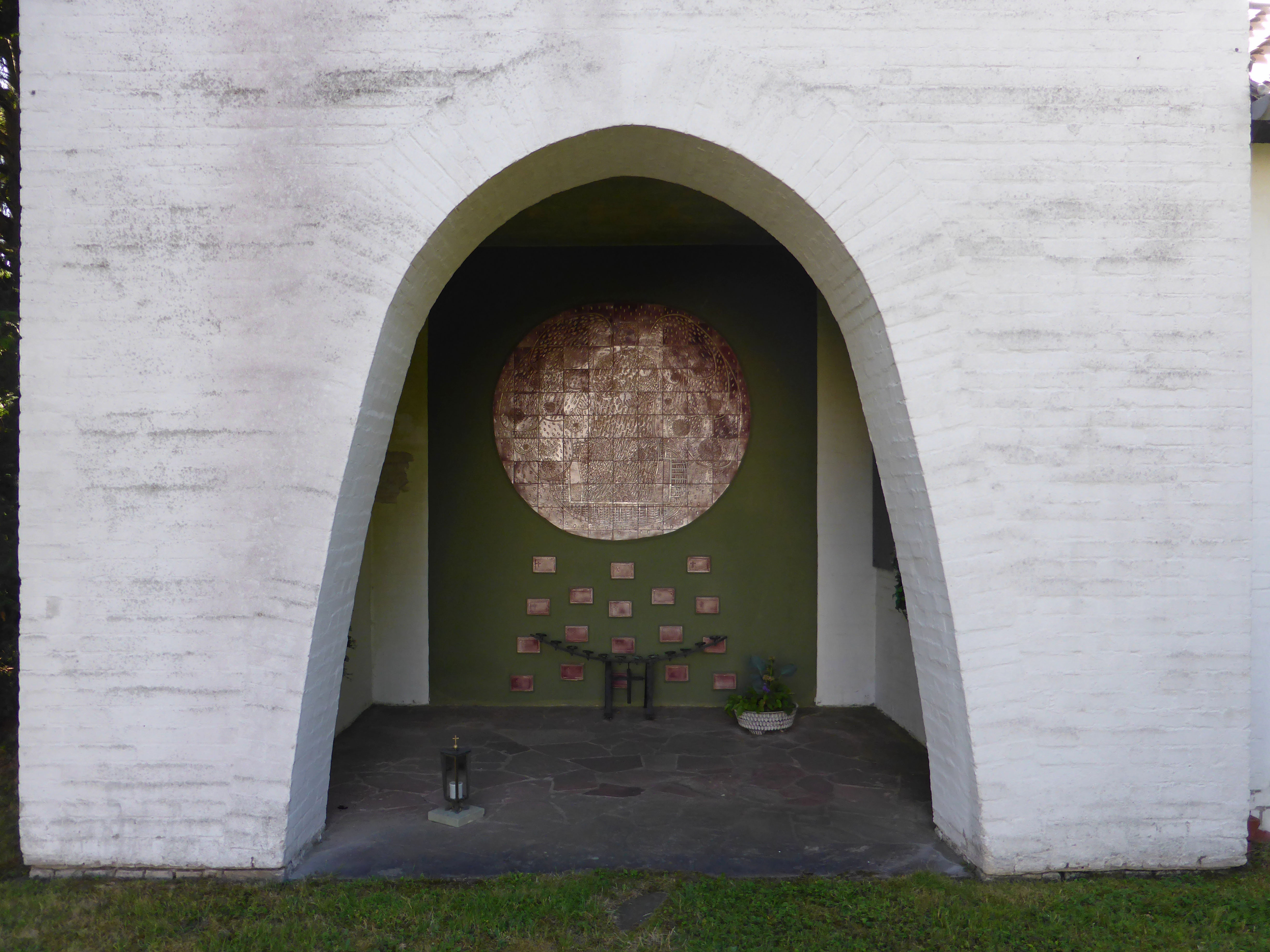
Gedenkort im Turm

Die geostete Kirche steht auf dem Grundstück Schilfstraße 18. Sie entstand nach Plänen von Fritz Schaller, der sich als Ausgebombter in Hessisch Oldendorf aufgehalten hatte.
Die Kirche wird durch ein überdachtes Portal an der Nordseite erschlossen. Das Kirchenschiff ist mit einem Walmdach eingedeckt. Die Kirche ist aus Backstein und Holz in handwerklicher Bauweise erbaut und innen und außen weiß gestrichen. Erbaut wurde sie mit Selbsthilfe von Gemeindemitgliedern.
Der schlicht gehaltene Altarraum wird von einem Kruzifix dominiert, über dem ein Oculus eingelassen ist. Links und rechts vom Altarraum sind der Taufstein und der Tabernakel angeordnet, an den Seitenwänden hängen 14 Kreuzwegstationen. Unter der Orgelempore erinnert ein Bild an die ehemalige Filialkirche St. Hedwig in Großenwieden.
In Erdgeschoss des freistehenden Glockenturm öffnet sich ein Gedenkort mit einer Reihe von Gedenktafeln. Sie erinnern an die Verstorbenen aus Knispel, Tschirmkau, Zauchwitz und Zinnatal in Oberschlesien, die im Zweiten Weltkrieg, auf der Flucht oder in polnischen und sowjetischen Lagern umkamen. Auch eine Gedenktafel für den Erbauer der Kirche, Pfarrer Max Czerwensky, ist dort angebracht.
Das benachbarte Pfarrhaus steht auf dem Grundstück Schilfstraße 16.